# Ludwik Jasieński
Ludwik Jasieński (ur. 10 października 1800) – polski dominikanin, kapelan 12. pułku ułanów w korpusie gen. Antoniego Giełguda w czasie powstania listopadowego.
Wyświęcony w 1824 roku, w 1831 roku z chorągwią kościelną i z krzyżem w ręku prowadził powstańców do boju na Litwie. Czyn ten obił się szerokim echem w Królestwie. Odznaczył się w Oszmianie biorąc szturmem koszary rosyjskie. Po upadku powstania emigrował do Francji, gdzie zmarł.